# Juin 1989

## Événements
- République démocratique allemande : le désarroi des allemands de l'Est s'accroît. Le comité central du Parti communiste est-allemand exclut tout assouplissement du régime et envoie un message de sympathie aux dirigeants chinois.
- Belgique : à Bruxelles, le chauffeur égyptien de l'ambassade saoudienne à Bruxelles est assassiné par un commando de l'Organisation de libération de la péninsule arabique, attentat revendiqué depuis Beyrouth.
- Côte d'Ivoire : à Abidjan, assassinat de Pierre Chirol, colonel français de la DGSE et conseiller du Président Houphouët-Boigny.
- Israël : à Gaza, la police israélienne démantèle un groupe terroriste du Hamas en procédant à plusieurs arrestations.
- Kazakhstan : à Novy-Uzen, huit jours d'émeute contre les minorités.

### Jeudi1erjuin1989
- Bulgarie : dans le cadre de la « perestroïka » bulgare, tout citoyen non « détenteur de secrets d'État », qui n'a pas de dettes et qui est en règle avec la loi, peut obtenir un passeport lui permettant de sortir du pays et d'y revenir librement. Cette liberté donnée tout d'abord pour une seule destination, la Turquie, sera étendue dès le premier septembre à tous les citoyens pour tous les pays. De fait, il s'agit d'une mesure dont le but est d'expulser les populations turco-musulmanes refusant l'assimilation. La Turquie dut accueillir un flux important de réfugiés, se montant en moyenne à 4 000 par jour.
- Vatican : le pape Jean-Paul II se rend en voyage officiel et en visite pastorale en Norvège, en Islande, en Finlande et au Danemark.

### Vendredi2 juin 1989
- Japon : le Parti libéral démocrate désigne son nouveau président, Sosuke Uno qui est élu premier ministre par le Parlement. Une campagne de presse se développe contre lui exploitant ses relations passées avec une geisha.

### Samedi3 juin 1989
- Iran : l'ayatollah Khomeini (89 ans) meurt. Selon sa fille Zahra, ses dernières paroles auraient été :« Éteignez la lumière, je vais dormir ».
- Pérou : à Lima, 8 personnes sont tuées lors d'une attaque armée menée par un commando terroriste contre l'escorte présidentielle.

### Dimanche4 juin 1989
- Afrique du Sud : l'écrivain Richard Rive est assassiné.
- Chine : l'armée chinoise réprime la révolte des étudiants sur la place Tian'anmen à Pékin. L'événement est couvert en direct à la télévision. L'intervention avait commencé dès la nuit du 3 au 4 avec l'arrivée des blindés du 27e corps d'armée. Au total, au terme de plusieurs heures de canonnade et de mitraillage de la foule, il y aurait eu plus de trois mille morts, pour la plupart des étudiants, mais aussi des ouvriers. Dans la nuit du 4 au 5, de nouveaux renforts sont nécessaires pour réduire les innombrables foyers d'agitation et de résistance. Des dizaines de milliers d'arrestations vont avoir lieu.
- France : lors d'élections cantonales partielles, le Front national est en hausse importante, dont Perpignan (Pierre Sergent (FN), 31,3 % au 1er tour, 42,6 % au 2e tour, l'UDF Jacqueline Amiel-Donat est élue avec 53,7 %) et Saint-Raphaël.
- Iran : l'Assemblée des experts choisit l'ayatollah Ali Khamenei, président de la République, pour succéder à l'ayatollah Khomeini, en tant que guide de la Révolution.
- Ouzbékistan (Union soviétique) : début d'affrontements inter-ethniques ayant lieu entre les Ouzbeks — ethnie majoritaire, turque, de religion sunnite — et les Meskhètes — ethnie minoritaire, géorgienne, de religion chiite (77 000 personnes). La première bagarre a eu lieu sur un marché le 2 juin.
- Pologne : premières élections législatives très partiellement libres pour la Diète et le Sénat. À la Diète, 65 % des sièges sont réservés aux candidats officiels du parti communiste (POUP), mais Solidarność remporte 160 sièges sur les 161 laissés libres (1 ballotage). Au Sénat, Solidarność, remporte 92 sièges sur les 100 (8 ballotages). Second tour prévu pour le 18 juin.
- Formule 1 : Grand Prix automobile des États-Unis.

### Lundi5 juin 1989
- France : l'Assemblée nationale vote le projet de loi d'amnistie pour les indépendantistes guadeloupéens et martiniquais de l'Alliance révolutionnaire caraïbe.

### Mardi6 juin 1989
- Iran : obsèques nationales de l'ayatollah Khomeini. Près de trois millions de personnes engloutissent le cortège funèbre. Des scènes d'hystérie collective sont filmées et plusieurs dizaines de personnes meurent piétinées. Tombée à terre, la dépouille de Khomeini est lacérée par des fanatiques cherchant à emporter une relique. La confusion dure plusieurs heures et finalement le cadavre est évacué par un hélicoptère militaire.

### Jeudi8 juin 1989
- Chine : le premier ministre Li Peng, habillé d'un « costume Mao » gris métallisé, apparaît pour la première fois à la télévision chinoise depuis le 20 mai, jour de l'instauration de la loi martiale, il félicite l'armée pour son dur labeur et de ses efforts pour préserver la sécurité.
  - Partout dans le pays s'ouvre des « bureaux de délation » et des lignes téléphoniques pour accélérer la campagne d'appels à la dénonciation. Les personnes arrêtés sont obligés à se soumettre à l'autocritique publique avant de disparaître définitivement. La télévision montre des dizaines de milliers de jeunes au crâne rasé et menottés.
  - Dans les coulisses du pouvoir, deux hommes se révèlent comme les véritables organisateurs de cette répression, ce sont Qiao Shi (65 ans), ancien chef des services secrets et président de la commission de contrôle de la discipline du parti, et Jiang Zemin (62 ans), maire de Shanghaï.

### Vendredi9 juin 1989
- Chine : Deng Xiaoping, lors d'une allocution à la télévision chinoise, félicite les généraux responsables du maintien de l'ordre et remercie la troupe, « bastion d'acier de l'État ».
- France : les six leaders des principales listes aux élections européennes, débattent sur la chaîne de télévision, TF1.

### Samedi10 juin 1989
- France : le mouvement des rénovateurs du RPR et de l'UDF organise un sommet de deux jours à Saint-Pierre-de-Chartreuse (Isère). Un des principaux, Philippe Séguin est absent.
- Départ de la cinquante-septième édition des 24 Heures du Mans.

### Dimanche11 juin 1989
- France : lors d'élections cantonales partielles, le Front national est en hausse importante, dont Saint-Raphaël (Pierre Barisain (FN), 48,4 % au 2e tour, le divers droite Michel Gaillard est élu avec 51,6 %) et au premier tour à Mulhouse, Gérard Freulet (FN) obtient 31,4 %.
- Nouvelle-Calédonie : lors des élections législatives territoriales, le RPCR obtient 44,6 % des suffrages exprimés (27 sièges), le FLNKS, obtient 28,6 % (19 sièges) et le Front national, 6,6 % (3 sièges).
- Ouzbékistan (Union soviétique) : un millier d'Ouzbeks armés qui tentaient de prendre d'assaut un camp de réfugiés Meskhètes et qui n'ont pas hésité à s'attaquer aux soldats soviétiques, sont repoussés après de durs et longs combats qui font une centaine de morts et plusieurs milliers de blessés. Le premier ministre soviétique Nikolaï Ryjkov parle d'une « opération politique élaborée de longue date, bien planifiée et soigneusement mise en œuvre, destinée à déstabiliser la situation dans la région, mais aussi dans la république et dans le pays entier », précisant que les émeutiers sont ouvertement anti-Russes et islamistes.

### Lundi12 juin 1989
- Allemagne de l'Ouest : visite officielle triomphale du président soviétique Mikhaïl Gorbatchev (12-15 juin).
- Argentine : le président de la République, Raúl Alfonsín, annonce sa démission anticipée pour permettre au nouveau président Carlos Menem de prendre rapidement ses fonctions.
- France : 
  - Adoption par l'Assemblée nationale de la loi sur le dénoyautage des entreprises privatisées.
  - Jacques Chirac, évoquant sa crainte « intuitive » de nouveaux attentats terroristes déclare qu'il serait opportun de libérer le terroriste Anis Naccache lors de la prochaine grâce présidentielle du 14 juillet — Anis Naccache avait été condamné à la réclusion criminelle à perpétuité pour sa tentative d'assassinat contre l'ancien premier ministre iranien, Chapour Bakhtiar. Le premier ministre, Michel Rocard demande à Jacques Chirac de donner les informations dont il dispose aux autorités.
- Inde : à New Delhi, 7 personnes sont tuées et une cinquantaine d'autres sont blessées, dans un attentat à la bombe commis par des extrémistes Sikhs.
- Ouzbékistan (Union soviétique) : en réponse aux d'affrontements inter-ethniques entre la majorité Ouzbeks et la minorité Meskhètes, le gouvernement central de Moscou envoie 12 000 hommes des forces spéciales de police et le premier ministre soviétique, Nikolaï Ryjkov.
- Pologne : visite officielle du président français François Mitterrand (12-16 juin) lors duquel il annonce un plan d'aide de un milliard de FF.
- Zaïre : décès du cardinal-archevêque de Kinshasa, Joseph-Albert Malula (72 ans), il était l'initiateur du rite zaïrois.

### Mardi13 juin 1989
- Allemagne de l'Ouest : le président soviétique Mikhaïl Gorbatchev effectue une visite officielle. Il déclare vouloir « contribuer à surmonter la division de l’Europe ».
- Hongrie : table ronde entre le pouvoir communiste et l'opposition.

### Mercredi14 juin 1989
- Pologne : le président français François Mitterrand effectue une visite officielle. Il annonce une aide économique importante pour le pays.

### Jeudi15 juin 1989
- Chine : à Shanghai, trois premiers manifestants sont condamnés à mort; il s'agit de trois jeunes ouvriers. Le 21 juin, ils seront exécutés, en public, à genoux d'une balle tirée à bout portant dans la nuque.
- France : à l'Académie française, élection de l'avocat Jean-Denis Bredin (16 voix) au fauteuil de Marguerite Yourcenar contre l'écrivain Jean Raspail (11 voix).
- Irlande : lors des élections législatives anticipées, les nationalistes du Fianna Fáil, parti du premier ministre, Charles Haughey, perdent la majorité de gouvernement, avec 77 élus sur 166 sièges.
- Union européenne : les élections européennes se déroulent au Danemark, en Espagne, en Grande-Bretagne, en Irlande et aux Pays-Bas.

### Vendredi16 juin 1989
- France : tous les inculpés de l'affaire Luchaire, concernant des ventes d'armes à l'Iran, bénéficient d'un non-lieu généralisé.
- Espagne : le pays décide d'intégrer la peseta dans le système monétaire européen.
- Hongrie : à Budapest, obsèques populaires et nationales faites à la mémoire de Imre Nagy, premier ministre lors de l'insurrection d'octobre 1956, condamné et pendu, en 1958 alors que Janos Kadar lui a succédé et n'a pu empêcher l'exécution voulue par les soviétiques. (ce point est controversé).Son corps avait à l'époque été jeté dans une fosse commune.
- Nouvelle-Calédonie : les assemblées provinciales élisent leur président : Jacques Lafleur (RPCR) est élu président de la province Sud, Léopold Jorédié (FLNKS) est élu président de la province Nord et Richard Kaloï est élu président de la province des îles Loyauté.
- Vatican : discours du pape Jean-Paul II à la VIIe assemblée plénière du Conseil Pontifical pour la Famille.

### Samedi17 juin 1989
- Bulgarie - Turquie : le premier ministre turc, Turgut Özal, demande au gouvernement bulgare d'ouvrir des négociations sur le sort des cinquante à soixante mille bulgares d'origine turque qui se sont réfugiés en Turquie pour fuir la politique d'assimilation mise en œuvre par le gouvernement bulgare.
- Chine : à Pékin, huit autres manifestants sont condamnés à mort. Le 22 juin, sept d'entre aux seront exécutés à genoux d'une balle tirée à bout portant dans la nuque.
- France : le bicentenaire de la Révolution française et le centenaire de la tour Eiffel sont célébrés lors d'une grande fête « Paris 89 » organisée par la Ville de Paris.
- Kazakhstan (Union soviétique) : des manifestations organisées contre la hausse des prix se transforment en émeutes.

### Dimanche18 juin 1989
- France : 
  - Élections européennes : liste RPR-UDF conduite par Valéry Giscard d'Estaing : 28,8 % et 26 élus ; Liste PS conduite par Laurent Fabius : 23,6 % et 22 élus ; Liste FN conduite par Jean-Marie Le Pen : 11,7 % et 10 élus ; Liste écologique conduite par Antoine Waechter: 10,5 % et 9 élus ; Liste centriste conduite par Simone Veil : 8,4 % et 7 élus ; Liste PC conduite par Philippe Herzog : 7,7 % et 7 élus ; Liste « Chasse, pêche et tradition » conduite par André Goustat : 4,1 %.
  - Lors du deuxième tour de l'élection cantonale partielle à Mulhouses, le candidat socialiste Jean Grimont (51,7 %) bat le candidat du Front national, Gérard Freulet (48,2 %).
- Kazakhstan (ex-Union soviétique) : Des manifestations organisées depuis la veille contre la hausse des prix se transforment en affrontements entre Kazakhs et Russes. Le gouvernement central envoie des troupes pour le maintien de l'ordre.
- Pologne : second tour des élections à la Diète et au Sénat. Solidarność remporte le dernier siège en ballotage pour la Diète et 7 des 8 sièges en ballotage pour le Sénat. Au total il remporte les 161 sièges libres de la Diète sur 161 et 99 des sièges du Sénat sur 100.
- Union européenne : 
  - Les élections européennes se déroulent en Allemagne de l'Ouest, en Belgique, en France, en Grèce, en Italie, au Luxembourg et au Portugal.
  - La gauche devient majoritaire avec 265 sièges (dont 180 socialistes, 42 communistes, 30 verts, 13 régionalistes) contre 241 pour les partis de droite (dont PPE, 49 libéraux, 20 gaullistes, 17 droites européennes).
- Formule 1 : Grand Prix automobile du Canada.

### Lundi19 juin 1989
- Allemagne de l'Ouest : à Osnabruck, un civil allemand est blessé lors d'un attentat à la bombe commis par IRA-Provisoire contre un baraquement de l'armée britannique. Quatre autres bombes dont la fabrication était défectueuse n'ont pas explosé.
- Grèce : à la suite de sa victoire aux législatives et à la démission du premier ministre Andréas Papandréou, le chef de la Nouvelle démocratie (Grèce), Constantinos Mitsotakis, est chargé de former le nouveau gouvernement.
- Négociations Est-Ouest : à Genève, reprise des négociations sur la réduction des armements stratégiques à longue portée (START). Elles étaient suspendues depuis le 15 novembre 1988.

### Mardi20 juin 1989
- Algérie : des associations de femmes, dans une déclaration commune dénoncent  « les tentatives de l'APN de supprimer le sport féminin… et la transformation de l'école en un lieu de matraquage idéologique », alors que la maison d'une femme divorcée est brûlée à Ouargla et son fils de trois ans périt dans l'incendie; des étudiantes sont agressées à Blida par des islamistes qui veulent les empêcher de sortir le soir, et qu'à Bou Saada; et les maisons de cinq femmes qui vivaient seules sont incendiées.
- France : le conseil des ministres adopte un projet de loi sur le financement des partis politiques et un autre sur celui des campagnes électorales. Il prévoit aussi une large amnistie pour les infractions commises avant le 15 juin.
- Union soviétique - Iran : le président du Parlement iranien, Hachemi Rafsandjani, est en visite officielle de deux jours. Avec Mikhaïl Gorbatchev, il a évoqué le réveil de l'Islam en Asie.

### Mercredi21 juin 1989
- France : le Sénat rejette, par 218 voix contre 94, le projet de loi et le séjour des immigrés, présenté par le ministre de l'Intérieur, Pierre Joxe.

### Jeudi22 juin 1989
- Angola : à Gbadolite (Zaïre), réconciliation sous l'égide du président zaïrois Mobutu, entre Jonas Savimbi, le chef de l'Unita, la Résistance anti-marxiste et le président Eduardo Dos Santos. Fidel Castro qui ne voulait pas retirer ses combattants cubains, y est contraint, par les Russes. L'aviation angolaise est clouée au sol par les fusées « Stinger » fournies à Jonas Savimbi.
- France : dans l'affaire SORMAE-SAE, quatre personnes sont inculpées s'ajoutant aux 28 autres précédemment inculpées.
- Grèce : le chef de la Nouvelle démocratie, Constantinos Mitsotakis, chargé de former le nouveau gouvernement échoue dans ses négociations. Le premier ministre sortant Andréas Papandréou est rappelé, mais il est hospitalisé de jour même pour des « troubles du système respiratoire ».

### Samedi24 juin 1989
- Chine : le Comité central du parti communiste limoge le secrétaire général, Zhao Ziyang et nomme pour le remplacer, Jiang Zemin, le maire de Shanghai.
- France : à Lyon, les Rénovateurs du RPR et de l'UDF se réunissent en convention.
- Hongrie : le PSOH, le parti communiste hongrois, crée une direction collégiale présidée par Reszo Nyers et nomme Imre Pozsgay comme candidat à l'élection présidentielle de 1990.
- Roumanie - Hongrie : début du démantèlement du « rideau de fer ». Il avait été érigé, l'année précédente, sur ordre du dictateur roumain, Nicolae Ceaușescu pour empêcher la fuite des minorités hongroises de la Roumanie.

### Dimanche25 juin 1989
- Chine : Jiang Zemin (62 ans), maire de Shanghai et un des principaux organisateurs de la répression, est promu secrétaire général du parti communiste.
- Philippines : 37 personnes sont massacrées lors d'une attaque terroriste de la Nouvelle armée du peuple contre un temple protestant.
- Sri Lanka : début d'une vague de 542 attentats à la bombe jusqu'au 15 juillet.

### Lundi26 juin 1989
- États-Unis : la Cour suprême autorise désormais les États de l'Union à procéder à l'exécution des mineurs âgés de seize à dix-huit ans et des handicapés mentaux.
- Nouvelle-Calédonie : la présidence de l'Assemblée territoriale va à Simon Loueckhote (RPCR) ainsi que cinq vice-présidences, alors que le FLNKS en obtient trois.
- Union européenne : le conseil européen se réunit à Madrid pendant deux jours. Une conférence gouvernementale sera chargée de coordonner les politiques économique et monétaire. Cependant, le premier ministre britannique, Margaret Thatcher, obtient l'abandon provisoire de toute référence à une union monétaire.

### Mardi27 juin 1989
- France - Namibie : le chef de la SWAPO, Sam Nujoma est en visite officielle à Paris. Il déclare : « La France a toujours été à nos côtés aux moments les plus difficiles de notre lutte ».

### Mercredi28 juin 1989
- France : l'ancien président de la République, Valéry Giscard d'Estaing, qui avait mené la liste d'union RPR-UDF, renonce à son mandat de député de l'Assemblée  nationale et choisit de siéger au Parlement européen tout en restant au Conseil régional de l'Auvergne.

### Jeudi29 juin 1989
- France : à Lyon, la Cour d'Assises spéciale, après 32 jours d'audience, rend son verdict relatif au procès contre la branche lyonnaise du groupe terroriste d'extrême gauche, Action directe : André Olivier (perpétuité dont dix-huit ans de sureté), Max Frérot (perpétuité dont dix-huit ans de sureté), Émile Ballandras (perpétuité dont seize ans de sureté), Bernard Blanc (vingt ans dont douze ans de sureté), Joëlle Crépet (dix-huit ans dont six ans de sureté).
- Irlande : à la suite des élections législatives anticipées du 15 juin, le Fianna Fáil, parti nationaliste du premier ministre, Charles Haughey, ayant perdu la majorité de gouvernement, celui-ci est obligé de démissionner.

### Vendredi30 juin 1989
- France : attentat à la bombe manqué contre le train Puerta del Sol, commis par le mouvement séparatiste Iparretarrak.
- Soudan : le général Omar el-Bechir renverse le pouvoir par un coup d’État et le premier ministre Sadek el-Mahdi.
- Union soviétique : l'Union des écrivains soviétiques vote à l'unanimité pour la restitution de la citoyenneté soviétique à Alexandre Soljenitsyne et autorise la publication de son livre l'Archipel du Goulag.

## Naissances
- 1er juin : Majd Mardo, acteur, réalisateur, producteur et scénariste néerlandais.
- 2 juin : Freddy Adu, footballeur américain.
- 14 juin : Lucy Hale, actrice et chanteuse américaine.
- 18 juin : Pierre-Emerick Aubameyang, footballeur gabonais.
- 19 juin : Abdelaziz Barrada, footballeur franco-marocain († 24 octobre 2024).
- 20 juin : 
  - Pierre Lottin, un acteur français.
  - Javier Pastore, footballeur argentin.
  - Matthew Raymond-Barker, chanteur britannique.
- 23 juin : Marielle Jaffe, actrice américaine.
- 25 juin : Hakim Jemili, humoriste et acteur français.
- 28 juin : Goran Bogunović, joueur de handball croate.

## Décès
- 3 juin : Ayatollah Khomeini, homme politique religieux iranien (° 24 septembre 1902).
- 7 juin : Nara Leão, chanteuse brésilienne de bossa nova (° 19 janvier 1942).
- 10 juin : Albert Spaggiari, auteur du casse du siècle (° 14 décembre 1933).
- 14 juin : Joseph-Albert Malula, cardinal congolais, archevêque de Kinshasa (° 17 mai 1917).
- 17 juin : S. David Griggs, astronaute américain (° 7 septembre 1939).
- 22 juin : Henri Sauguet, compositeur français (° 18 mai 1901).
- 23 juin : Timothy Manning, cardinal américain, archevêque de Los Angeles (° 15 novembre 1909).
- 27 juin : Maurice Leleux, coureur cycliste français (° 21 juillet 1910).
- 29 juin : Michel Aflaq, homme politique et idéologue syrien (° 1910).